# Kai Hansen (cinéma)
Kai Hansen est un réalisateur russe, pionnier du cinéma muet dans l'Empire russe.

## Filmographie partielle
- 1909 : Pierre le Grand (Pyotr Velikiy) coréalisé avec Vassili Gontcharov
- 1910 : Le Lieutenant Yergounoff
- 1911 : Le Violon
- 1911 : André et Nadia
- 1911 : André et Nadia
- 1911 : Le Roman d'une contrebasse (Roman s kontrabasom)